# Polen ved sommer-OL 2020
Polen deltager under Sommer-OL 2020 i Tokyo som bliver afviklet i perioden 23. juli til 8. august 2021.

## Medaljer
| 2020 Tokyo | Guld | Sølv | Bronze | Total |
| Polen      | 4    | 5    | 5      | 14    |

### Medaljevinderne
| Polen under sommer-OL 2020 i Tokyo | Polen under sommer-OL 2020 i Tokyo | Polen under sommer-OL 2020 i Tokyo | Polen under sommer-OL 2020 i Tokyo | Polen under sommer-OL 2020 i Tokyo |
| Medalje                            | Navn | Sport                              | Event                              | Dato                               |
| ---------------------------------- | --- | ---------------------------------- | ---------------------------------- | ---------------------------------- |
| Guld                               | Iga Baumgart-Witan Kajetan Duszyński Małgorzata Hołub-Kowalik Natalia Kaczmarek Dariusz Kowaluk Justyna Święty-Ersetic Karol Zalewski | Atletik                            | Mixed 4×400 meter stafetløb        | 31. juli                           |
| Guld                               | Anita Włodarczyk | Atletik                            | Damernes hammerkast                | 3. august                          |
| Guld                               | Wojciech Nowicki | Atletik                            | Herrernes hammerkast               | 4. august                          |
| Guld                               | Dawid Tomala | Atletik                            | Men's 50 kilometres walk           | 6. august                          |
| Sølv                               | Agnieszka Kobus-Zawojska Maria Sajdak Marta Wieliczko Katarzyna Zillmann                                                              | Roning                             | Dobbeltfirer                       | 28. juli                           |
| Sølv                               | Karolina Naja Anna Puławska | Kano og kajak                      | K2 500 m                           | 3. august                          |
| Sølv                               | Agnieszka Skrzypulec Jolanta Ogar-Hill                                                                                                | Sejlsport                          | 470-jolle                          | 4. august                          |
| Sølv                               | Maria Andrejczyk | Atletik                            | Women's javelin throw              | 6. august                          |
| Sølv                               | Iga Baumgart-Witan Małgorzata Hołub-Kowalik Natalia Kaczmarek Anna Kiełbasińska Justyna Święty-Ersetic                                | Atletik                            | 4×400 meter stafetløb (damer)      | 7. august                          |
| Bronze                             | Tadeusz Michalik | Brydning                           | 97 kg græsk-romersk stil           | 3. august                          |
| Bronze                             | Malwina Kopron | Atletik                            | Women's hammer throw               | 3. august                          |
| Bronze                             | Patryk Dobek | Atletik                            | 800 meter løb                      | 4. august                          |
| Bronze                             | Paweł Fajdek | Atletik                            | Men's hammer throw                 | 4. august                          |
| Bronze                             | Karolina Naja Anna Puławska Justyna Iskrzycka Helena Wiśniewska                                                                       | Kano og kajak                      | K4 500 m                           | 7. august                          |